# MSRI

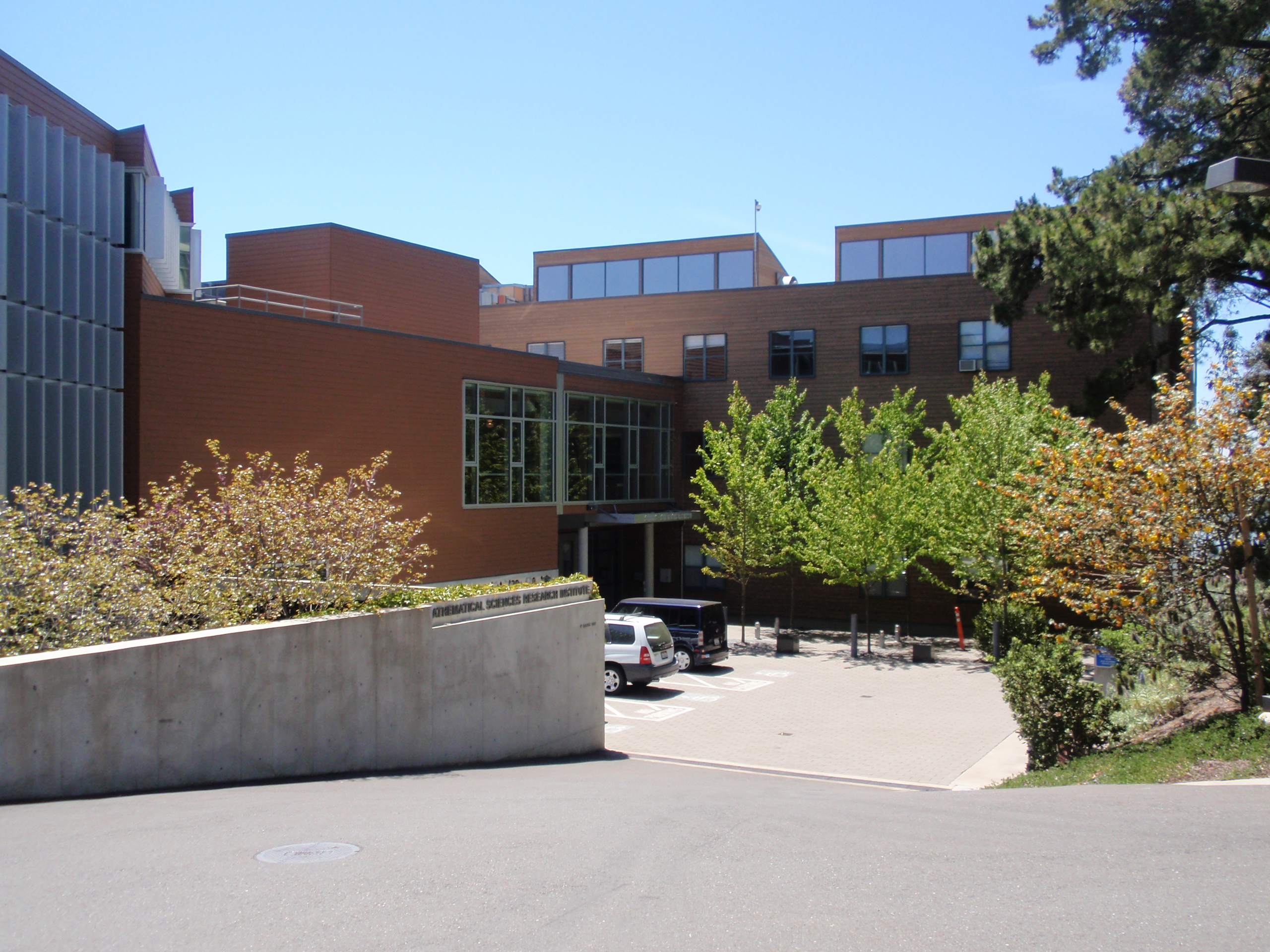

MSRI(영어: Mathematical Sciences Research Institute, 수리과학연구소)는 1982년에 미국의 과학재단 NSF(National Science Foundation)의 지원으로 설립된 수학 연구소이다. 이 연구소는 미국 캘리포니아주 버클리 시의 캘리포니아 대학교 버클리 분교 교정 안의 언덕위에 위치해 있다.
MSRI은 많은 과정, 세미나, 학회, 워크숍을 열고, 해마다 20-30명 정도의 박사후 과정생을 뽑기도 한다.
설립에 주도적인 역할을 한 수학자들은 천싱선·캘빈 무어(Calvin Moore)·이자도어 싱어 등이 있다.

## 역대 연구 소장
- 1982-1984 천싱선
- 1984-1992 어빙 커플랜스키
- 1992-1997 윌리엄 서스턴
- 1997-현재 데이비드 아이젠버드(David Eisenbud)